# آرزو تاج نیا
آرزو تاج نیا (زادهٔ ۱ مرداد ۱۳۶۸) بازيگر تئاتر، سینما و تلویزیون اهل ایران است.
نخستین تجربهٔ بازیگری تئاتر را با اجرای تنهایی پرهیاهو در سال ۱۳۹۶ و اولین تجربه سینمایی خود را با فیلم روزبه که محصول مشترک ایران و عراق  در سال ۱۳۹۷ بود، رقم زد.
وی همچنین سابقه حضور در فیلمهای کوتاه "بریل"، "فرزندان ارکیده وحشی"، "وودی آلن"، "رومنس"، "سکوت پرهیاهو"، "پرواز به وقت پاریس"، "راهی به راهی" و نمایشهای "طعم سگ"، "پاستیل زرد"، "بلبشو"، "لاسارو"، "تنهایی پرهیاهو" و ... را نیز در کارنامه هنری خود دارد.

## آثار

### سینمایی
| سال  | عنوان | کارگردان  | توضیحات |      |      |           |  |
| ---- | ----- | --------- | ------- | ---- | ---- | --------- |  |
| سال  | عنوان | کارگردان  | توضیحات | ۱۴۰۲ | میرو | حسین ریگی |  |
| ۱۴۰۱ | هوک   | حسین ریگی |         |      |      |           |  |
| ۱۳۹۹ | لیپار | حسین ریگی |         |      |      |           |  |
| ۱۳۹۸ | روزبه | ازهر خمیس |         |      |      |           |  |

### تلویزیونی
| سال  | عنوان مجموعه                  | کارگردان        | توضیحات |
| ---- | ----------------------------- | --------------- | ------- |
| ۱۴۰۲ | هفت سر اژدها                  | ابوالقاسم طالبی | شبکه ۳  |
| ۱۴۰۰ | آتش در گلستان                 | پرویز شیخ طادی  | شبکه ۵  |
| ۱۳۹۷ | وارش (بهترین سال‌های زندگی ما) | احمد کاوری      | شبکه ۳  |